# Yūto Shirai
Yūto Shirai (jap. 白井 裕人, Shirai Yūto; * 19. Juni 1988 in Kashiwa, Präfektur Chiba) ist ein japanischer Fußballspieler.

## Karriere
Yūto Shirai erlernte das Fußballspielen in der Schulmannschaft der Ryutsu Keizai University Kashiwa High School sowie in der Universitätsmannschaft der Ryūtsū-Keizai-Universität. Seinen ersten Vertrag unterschrieb der Torwart 2011 beim Matsumoto Yamaga FC. Der Verein aus Matsumoto, einer Stadt in der Präfektur Nagano im Zentrum von Honshū, der Hauptinsel Japans, spielte in der dritten Liga, der Japan Football League. Ende 2011 stieg man als Tabellenvierter in die zweite Liga auf. 2014 wurde er mit dem Club Vizemeister der J2 und stieg in die erste Liga auf. Nach nur einem Jahr musste der Verein Ende 2015 wieder den Weg in die Zweite Liga antreten. Nach 62 Spielen für Matsumoto verließ er Ende 2017 den Verein und schloss sich ab Anfang 2017 dem Ligakonkurrenten Zweigen Kanazawa an. Am Ende der Saison 2023 belegte er mit Zweigen den letzten Tabellenplatz und musste somit den Weg in die dritte Liga antreten.

## Erfolge
Matsumoto Yamaga FC
- Japanischer Zweitligavizemeister: 2014  ▲